# Leticia Bonifaz Alfonzo
Leticia Bonifaz Alfonzo (Comitán, 13 de abril de 1959) es una abogada mexicana, experta en derechos humanos, igualdad de género, procuración de justicia, técnica legislativa, grupos indígenas y derecho alternativo. Desde noviembre de 2020 es experta en el Comité para la Eliminación de la Discriminación contra la Mujer.

## Biografía
Es licenciada y doctora en Derecho por la UNAM, en donde es docente desde hace 30 años. Fue directora de la División de Estudios Jurídicos del Centro de Investigación y Docencia Económicas. Fue becaria del gobierno de Italia para realizar una investigación posdoctoral en la Universidad de Bolonia.
En octubre de 1994 representó a México en la Conferencia Internacional para la firma del Tratado sobre Derecho de Marcas en Ginebra, Suiza. 
Como servidora pública se desempeñó como directora de la Escuela Judicial del Tribunal Electoral del Poder Judicial de la Federación, directora general de Estudios, Promoción y Desarrollo de los Derechos Humanos de la Suprema Corte de Justicia de la Nación, y Consejera Jurídica y de Servicios Legales en el Gobierno del Distrito Federal, en donde fue una pieza clave en el proceso de despenalización del aborto en la Ciudad de México en 2007.
También fue consultora del Programa de Naciones Unidas para el Desarrollo.
En noviembre de 2020 la Secretaría de Relaciones Exteriores la impulsó como candidata para integrar el Comité para la Eliminación de la Discriminación contra la Mujer, fue elegida como una de las 11 nuevas expertas para el periodo 2021-2024.
Es columnista del periódico El Universal.
El 10 de diciembre de 2020 le fue otorgada por el Ayuntamiento de San Cristóbal de las Casas la Medalla Fray Bartolomé de Las Casas, por su destacado trabajo en favor de los Derechos Humanos.